# Chaux-lès-Passavant
Chaux-lès-Passavant ist eine französische Gemeinde mit 121 Einwohnern (Stand: 1. Januar 2022) im Département Doubs in der Region Bourgogne-Franche-Comté.

## Geographie
Chaux-lès-Passavant liegt auf 540 m über dem Meeresspiegel, zehn Kilometer nördlich von Valdahon und etwa 25 Kilometer östlich der Stadt Besançon (Luftlinie). Das Dorf erstreckt sich im Jura, am nördlichen Rand der Plateaus von Valdahon und Vercel, dem sogenannten ersten Plateau des Juras, südlich des Taleinschnitts des Audeux und westlich des Höhenrückens von Belmont.
Die Fläche des 8,44 km² großen Gemeindegebiets umfasst einen Abschnitt des französischen Juras. Der Hauptteil des Gebietes wird vom nur schwach reliefierten Hochplateau von Valdahon eingenommen, das durchschnittlich auf 540 m liegt. Es bildet eine weite Mulde, die gegen Süden leicht ansteigt und im Westen sowie im Osten von einem Höhenrücken flankiert wird. Das Plateau ist von Acker- und Wiesland bestanden. Es besitzt keine oberirdischen Fließgewässer, weil das Niederschlagswasser im verkarsteten Untergrund versickert. Mit 639 m wird auf der Höhe von Belmont die höchste Erhebung von Chaux-lès-Passavant erreicht. Nach Norden fällt das Plateau mit einem von Felswänden gekrönten Steilhang zum Erosionstal des Audeux ab und umfasst die Talweitung von Grâce-Dieu.
Nachbargemeinden von Chaux-lès-Passavant sind Aïssey im Norden, Orsans im Osten, Belmont und Vercel-Villedieu-le-Camp im Süden sowie Magny-Châtelard im Westen.

## Geschichte
In einer Talweitung des Audeux gründeten die Herren von Montfaucon im Jahre 1139 das Zisterzienserkloster La Grâce-Dieu, das bis zur Französischen Revolution das geistliche Zentrum der Region bildete. Während der Besetzung durch den Herzog Bernhard von Sachsen-Weimar im Dreißigjährigen Krieg diente die Eishöhle (La Glacière) den Mönchen und Dorfbewohnern als Zufluchtsort. Während der Revolution ließen sich die Trappisten in La Grâce-Dieu nieder, danach die Trappistinnen von Besançon. Seit 1998 ist Chaux-lès-Passavant Mitglied des Gemeindeverbandes Portes du Haut-Doubs.
Am 1. Januar 2009 erfolgte eine Änderung der Arrondissementszugehörigkeit der Gemeinde. Bislang zum Arrondissement Besançon gehörend, kamen alle Gemeinden des Kantons zum Arrondissement Pontarlier.

## Sehenswürdigkeiten

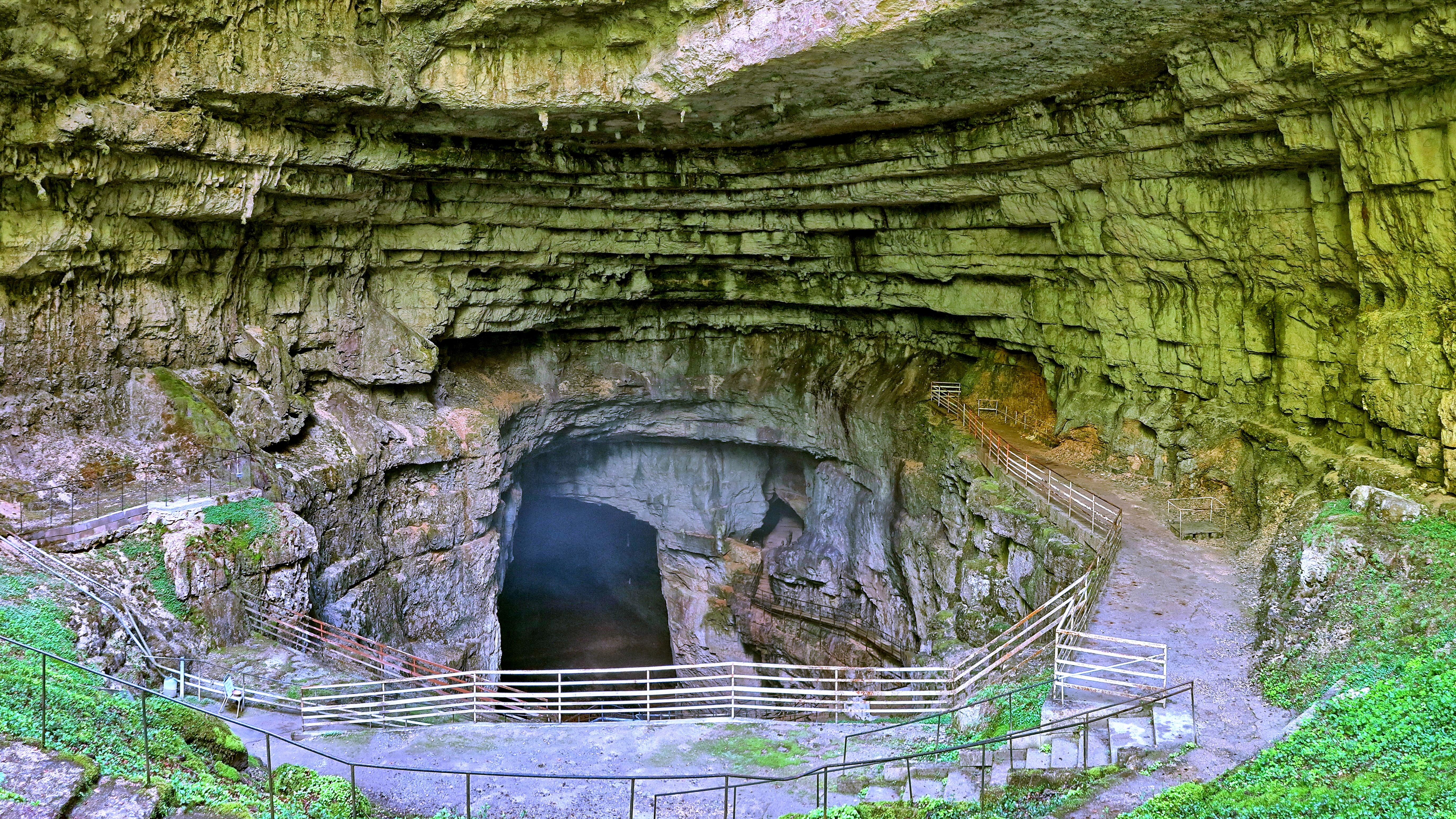
Grotte de la Glacière

- Die Grâce-Dieu-Höhle genannt ist eine langgestreckte Schlucht. Lange Zeit war es das am tiefsten gelegene Natureishaus Europas.
- Die Klosterkirche stammt ursprünglich aus dem 13. Jahrhundert, wurde später aber mehrfach restauriert und umgestaltet, unter anderem im 18. und 19. Jahrhundert. Sie besitzt ein gotisches Portal. Die Klostergebäude wurden im 18. Jahrhundert errichtet. Im Maison des Minéraux werden rund 500 Mineralien aus der ganzen Welt ausgestellt. Ebenfalls aus dem 18. Jahrhundert stammt die Dorfkirche in Chaux-lès-Passavant. Zu den Natursehenswürdigkeiten zählen das Tal des Audeux mit dem Wasserfall sowie die 66 m tiefe Eishöhle (Grotte de la Glacière).

## Bevölkerung
| Jahr                       | 1962 | 1968 | 1975 | 1982 | 1990 | 1999 | 2006 | 2016 |
| Einwohner                  | 191  | 192  | 164  | 154  | 137  | 144  | 147  | 139  |
| Quellen: Cassini und INSEE |      |      |      |      |      |      |      |      |

Mit 121 Einwohnern (1. Januar 2022) gehört Chaux-lès-Passavant zu den kleinen Gemeinden des Départements Doubs. Nachdem die Einwohnerzahl in der ersten Hälfte des 20. Jahrhunderts deutlich abgenommen hatte (1891 wurden noch 270 Personen gezählt), wurden seit Beginn der 1980er Jahre nur noch relativ geringe Schwankungen verzeichnet.

## Wirtschaft und Infrastruktur
Chaux-lès-Passavant war bis weit ins 20. Jahrhundert hinein ein vorwiegend durch die Landwirtschaft (Ackerbau, Obstbau und Viehzucht) und die Forstwirtschaft geprägtes Dorf. Daneben gibt es heute verschiedene Betriebe des lokalen Kleingewerbes. Viele Erwerbstätige sind auch Wegpendler, die in den umliegenden größeren Ortschaften ihrer Arbeit nachgehen.
Die Ortschaft liegt abseits der größeren Durchgangsstraßen an einer Departementsstraße, die von Gonsans nach Vercel-Villedieu-le-Camp führt. Eine weitere Straßenverbindung besteht mit Orsans.